# Attrezzatura per immersioni
Nello svolgimento dell'attività subacquea ci si avvale dell'uso di alcune attrezzature,  distinguendo tra quelle usate indifferentemente dal tipo di immersione (apnea o con autorespiratore) e attrezzature specifiche di una delle due attività.

## Panoramica
In linea di massima un apneista utilizzerà sempre una maschera subacquea, un boccaglio e, anche se non necessariamente, delle pinne, una muta subacquea con della zavorra e un coltello, da usarsi ovviamente solo in caso di problemi dovuti a reti sommerse. Un subacqueo con attrezzatura ARA porterà con sé altra attrezzatura oltre a quella usata sopra.
Di sicuro le pinne, la muta subacquea e la zavorra, inoltre il coltello (per lo stesso motivo descritto sopra), una boa segnasub (obbligatoria per legge) a meno che non sia seguito da un'imbarcazione che porti la bandierina internazionale di segnalamento sub ben in vista, l'attrezzatura specifica per ara (cioè bombola, un erogatore o più, il giubbotto ad assetto variabile, un manometro e un profondimetro), spesso un computer subacqueo (o almeno un orologio subacqueo accompagnato dalle tabelle di decompressione) e, a seconda della tipologia di immersione, altre attrezzature come una torcia subacquea o, a volte, una macchina fotografica subacquea.

### Maschera

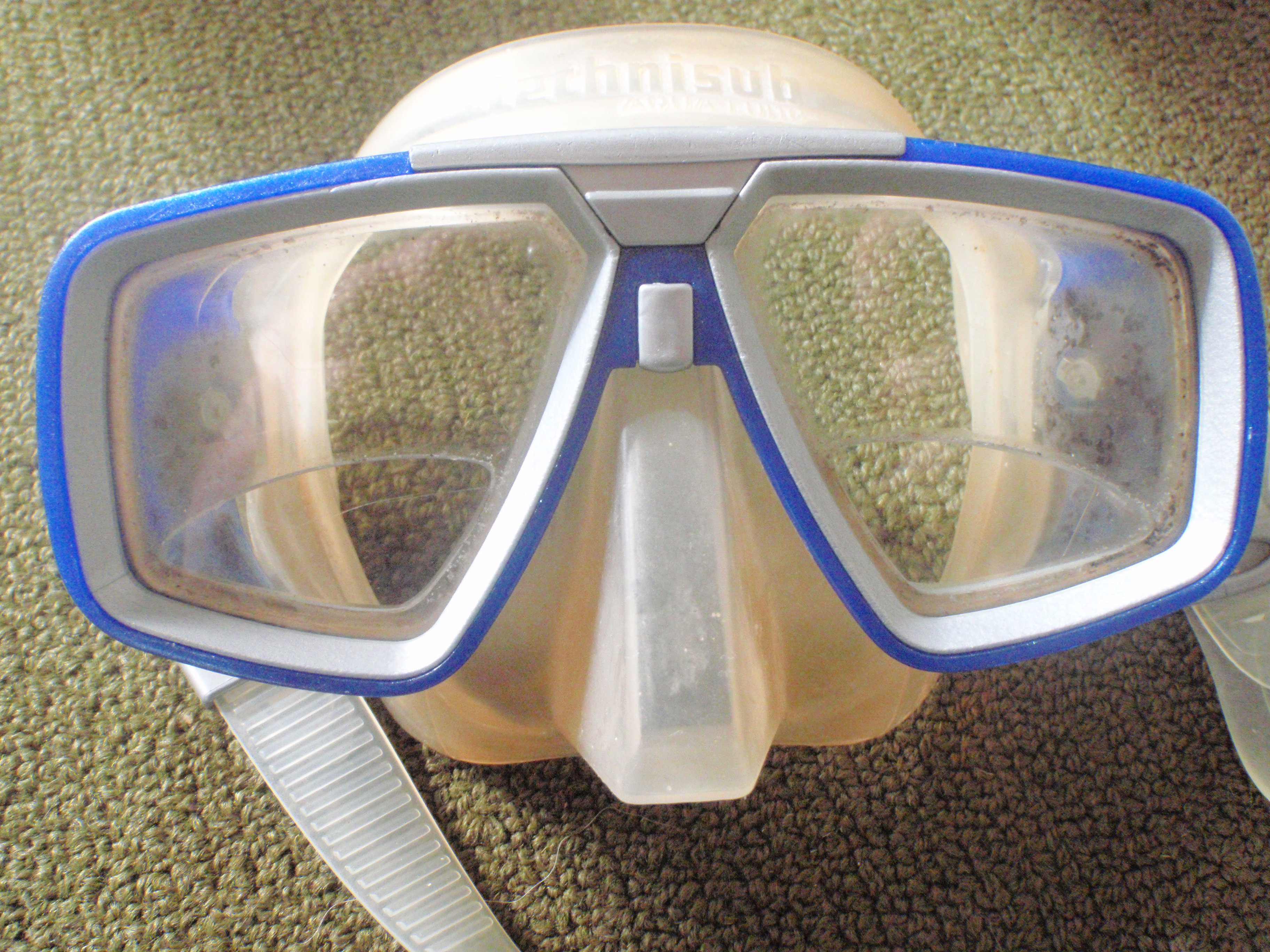
Una maschera subacquea.

La maschera subacquea è uno strumento composto da una parte in gomma o silicone e una parte trasparente, in vetro o plexiglas, che permette l'annullamento del fenomeno di rifrazione e quindi di messa a fuoco dietro la retina che determina la visione sfuocata che si ha immergendosi sott'acqua senza l'ausilio di mezzi di correzione.
Nonostante l'uso della maschera la visione subacquea presenta comunque alcuni difetti dei quali è necessario tenere conto nell'immersione:
1. il campo visivo è limitato;
2. la percezione delle distanze, sia orizzontali sia verticali, è distorta;
3. la percezione delle dimensioni è distorta facendo apparire tutto più grande di circa il 30%;
4. la percezione dei movimenti e della velocità degli oggetti è distorta;
5. i colori, per effetto dell'assorbimento selettivo delle radiazioni luminose, con l'aumentare della profondità, scompaiono con dominante verde-bluastra;
6. le immagini vengono messe a fuoco con scarso contrasto e quindi la percezione dei dettagli è minore.

Alle cause fisiche possono aggiungersi ulteriori distorsioni provocate da fattori psicologici.

### Muta, guanti e calzari

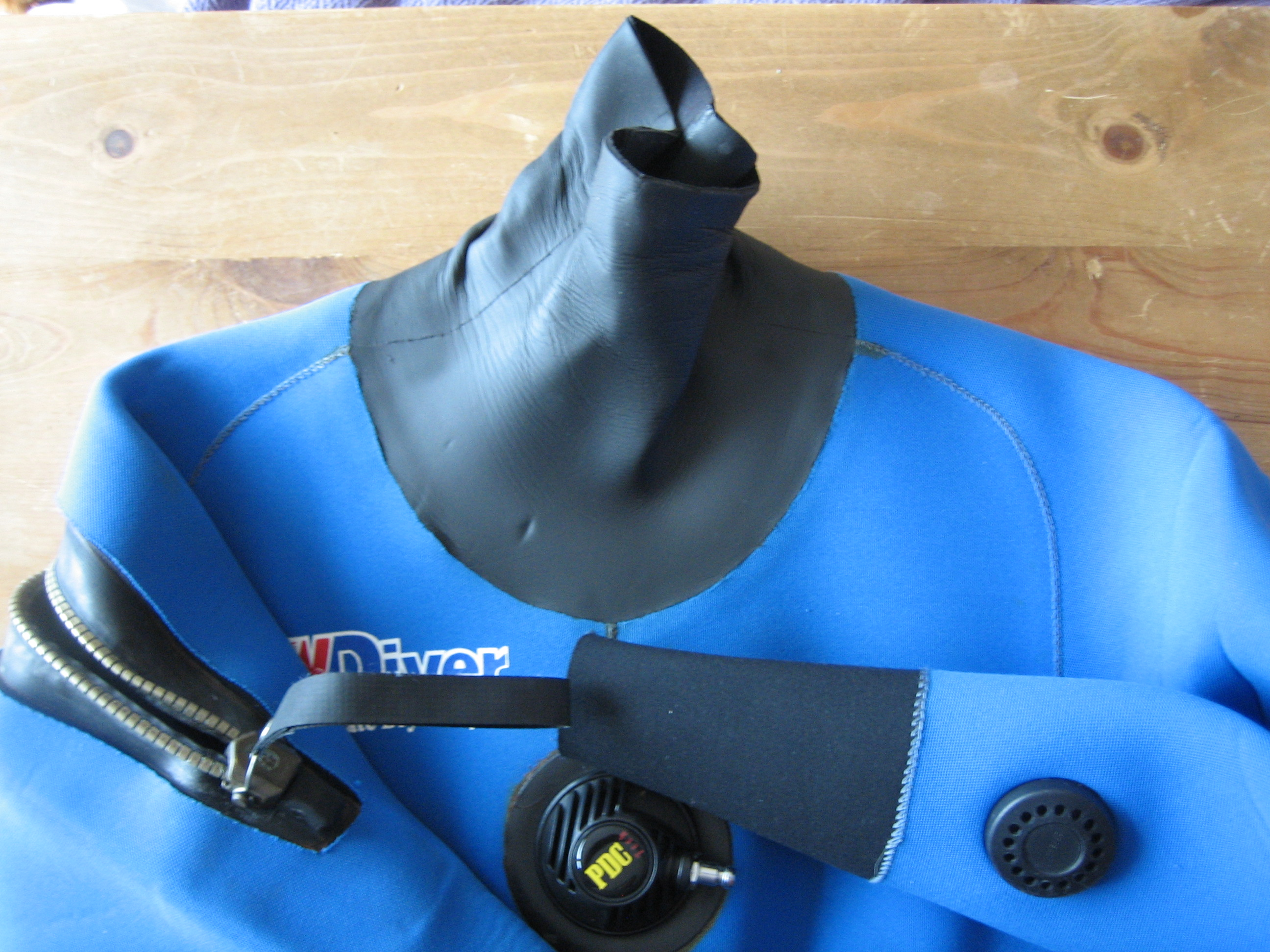
Una muta stagna subacquea

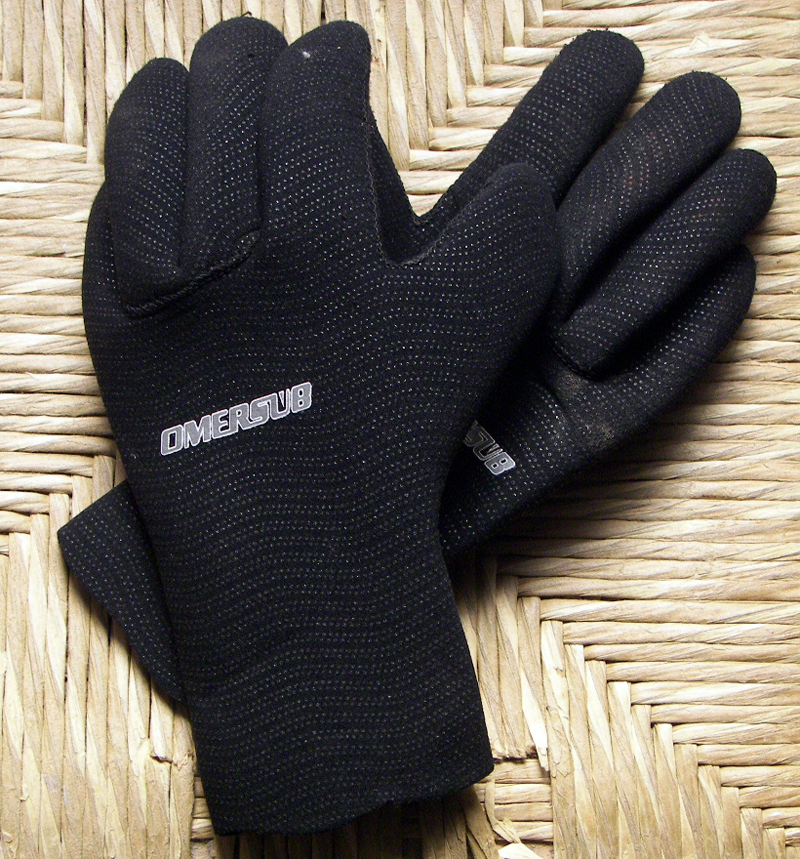
Guanti

Per impedire la dispersione di calore durante l'immersione è consigliabile indossare una muta. Essa protegge il corpo anche da eventuali ferite ed abrasioni che il sub può procurarsi durante l'immersione.
A seconda della possibilità che la muta permetta l'ingresso di un modesto quantitativo d'acqua o meno si parla di mute umide, semistagne o stagne:
- muta umida - viene chiamata così perché permette l'ingresso di una piccola quantità d'acqua, che a contatto con il corpo si riscalda fornendo un isolamento termico con l'ambiente circostante;
- muta semistagna - rispetto alla precedente ha delle accortezze in più. Lo spessore del neoprene è di almeno 5mm, le cerniere e le cuciture sono stagne e le guarnizioni al collo, polsi e caviglie sono di neoprene liscio, in modo da tenere intrappolata l'acqua all'interno della muta;
- muta stagna - garantisce al sub un isolamento totale dall'acqua. Il sub può indossare sotto degli indumenti speciali per avere maggiore calore. Siccome questa muta contiene aria all'interno, questa va compensata in funzione della profondità, tramite il sistema di immissione/scarico dell'aria.

Le mute sono fatte di neoprene, di spessore variabile fra i 2 e 7 o più millimetri.
La scelta di una muta dipende da diversi fattori:
- la temperatura dell'acqua, da cui la scelta ricade su un modello più o meno spesso (immersione in ghiaccio, immersione profonda, tropicali, ecc);
- la corporatura del sub: è importante che la muta sia aderente al corpo altrimenti si avrà un cattivo isolamento termico, ma allo stesso tempo non troppo stretta, altrimenti si creeranno dei problemi alla circolazione, difficoltà al movimento ed alla respirazione.

### Zavorra

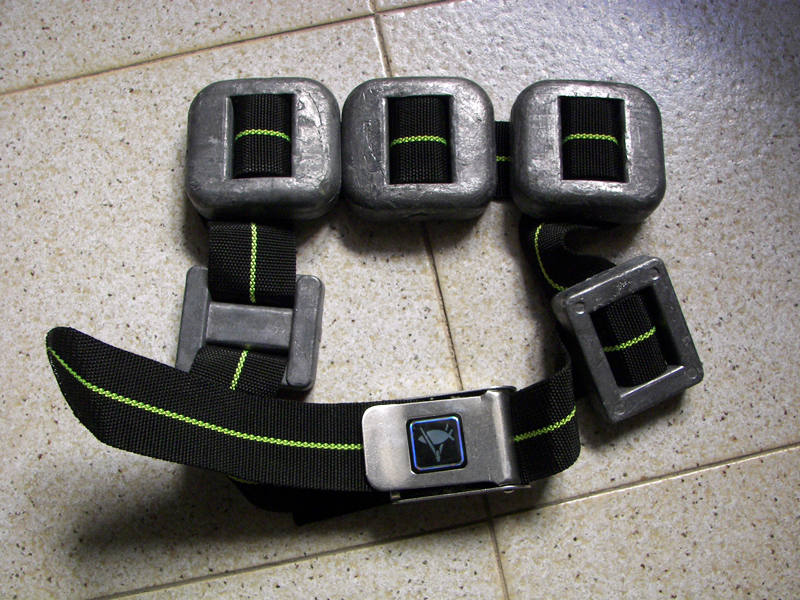
Cintura di zavorra.

La zavorra serve per controbilanciare la spinta positiva della muta, ed è solitamente costituita da una cintura, fermata con un dispositivo che ne permette lo sganciamento rapido,  alla quale sono agganciati degli elementi metallici mobili (talvolta rivestiti di gomma, plastica o silicone) di peso variabile (da 1/2 kg a 3 kg).
La cintura può essere di due tipi, semplice o a tasche o anche "Marsigliese (cintura in gomma dotata di fori come una cintura normale.
Nella cintura semplice bisogna inserire i piombi facendo passare gli stessi tra le asole, mentre quella a tasche è di più facile utilizzo: basta solo inserire i piombi tradizionali (o i sacchetti di pallini di piombo) nelle tasche apposite.
Il numero di pesi varia a seconda delle caratteristiche del subacqueo, del tipo di muta, dell'acqua in cui ci si immerge (salata o dolce), del tipo di bombola e del tipo di attrezzatura equipaggiata. Il piombo ha un lato sagomato, in modo da aderire perfettamente al corpo, mentre montato al contrario potrebbe provocare lividi.
La scelta va effettuata in base ad alcune caratteristiche:
- possibilità di sgancio rapido della fibbia;
- facile regolazione della circonferenza;
- fissaggio stabile dei piombi.

È importante inoltre una corretta pesata, troppi pesi renderanno il sub molto negativo così questi faticherà di più negli spostamenti. Viceversa, pochi pesi renderanno il sub positivo rischiando così, durante una risalita incontrollata, la cosiddetta pallonata.
Zavorramento corretto:
Si ha quando indossata tutta l'attrezzatura, con GAV sgonfio, in posizione verticale ed immobile, la bombola a 50 bar e a polmoni pieni il sub galleggia con l'acqua sotto il livello degli occhi, ed espirando affonda lentamente.

### Aeratore

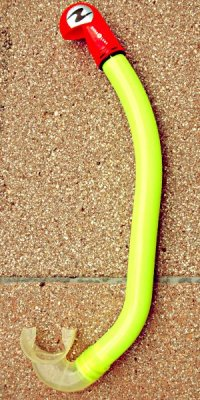
Aeratore

L'aeratore (in inglese snorkel o anche, più semplicemente, boccaglio) permette di respirare in superficie senza dover continuamente prender aria alzando la testa.
Consiste in un tubo di gomma o plastica, più o meno rigido e sagomato a seconda del modello. Può essere di diverse lunghezze ed arrotondato, ha un boccaglio in gomma o silicone, un sistema di aggancio rapido.

La scelta va fatta in funzione di alcuni aspetti, tipo:
- Comodità
- Dimensione del boccaglio (grandezza adeguata alla bocca; senza provocare eventuali irritazioni alle gengive)
- Non deve creare resistenza alla respirazione (diametro non sup. ai 2,5 cm, lunghezza non sup. ai 35 cm)
- Una curvatura che sia adatta al proprio viso.

L'aeratore va posizionato sul lato sinistro del cinghiolo della maschera, perché dal lato destro abbiamo la frusta di bassa pressione dell'erogatore.
Preferibilmente l'estremità del boccaglio (quello rivolto verso la nostra bocca) non dovrà essere corrugato perché  altrimenti si creerebbe un ristagno d'acqua all'interno del boccaglio stesso creando difficoltà di respirazione

### Pinne
Le pinne sono gli strumenti usati dai subacquei per muoversi sott'acqua senza l'ausilio delle braccia, ottenendo il massimo rendimento con il minimo sforzo.
Ne esistono in commercio vari tipi; per la subacquea il modello più indicato è quello a pala larga, di lunghezza media. I modelli sono:
- a scarpetta chiusa, le stesse utilizzabili per l'apnea e lo snorkeling, che possono essere indossate a piedi nudi oppure con calzari sottili;
- a scarpetta aperta con cinghiolo, che richiedono l'uso di calzari con suola, molto comodi per muoversi fuori dell'acqua. Hanno posteriormente un cinghiolo regolabile, spesso con sistema di aggancio/sgancio rapido.

### Boa segnasub
L'obbligo di segnalare la propria presenza sotto la superficie dell'acqua con la boa segnasub è dettato non solo dal normale buonsenso ma in Italia anche dal DPR n° 1639 del 2 ottobre 1968 "Regolamento per l'esecuzione della Legge 14 luglio 1965, n. 963, concernente la disciplina della pesca marittima" che all'articolo 130 prevede che "Il subacqueo in immersione ha l'obbligo di segnalarsi con un galleggiante recante una bandiera rossa con striscia diagonale bianca, visibile ad una distanza non inferiore a 300 metri; se il subacqueo è accompagnato da mezzo nautico di appoggio, la bandiera deve essere issata sul mezzo nautico. Il subacqueo deve operare entro un raggio di 50 metri dalla verticale del mezzo nautico di appoggio o del galleggiante portante la bandiera di segnalazione."
Va aggiunto che solo dal 2003 all'imposizione fatta ai subacquei si contrappone l'imposizione ai natanti di mantenere una distanza di sicurezza dal galleggiante, è infatti solo da quell'anno che il transito di una imbarcazione, ad una distanza inferiore a 100 metri da una boa segnasub, costituisce un illecito penale.

### Coltello

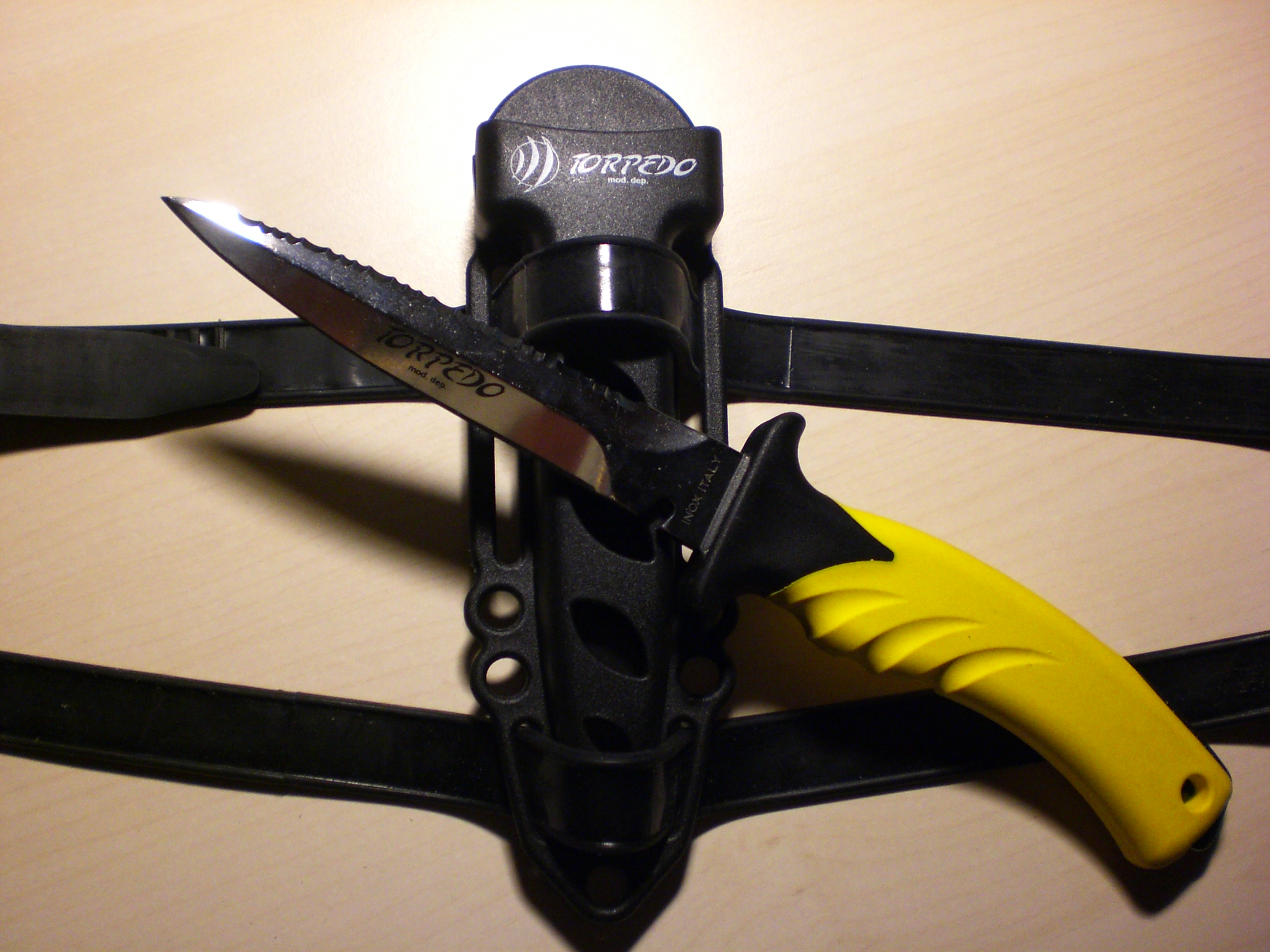
Coltello da sub con fodero e cinghie regolabili

Il rischio di rimanere impigliati in pezzi di rete giacenti sul fondo, sagole o altro è abbastanza concreto per cui il coltello, soprattutto nella pratica dell'apnea, è una dotazione di sicurezza imprescindibile.

### Attrezzature specifiche per immersione con autorespiratore ad aria (A.R.A.)

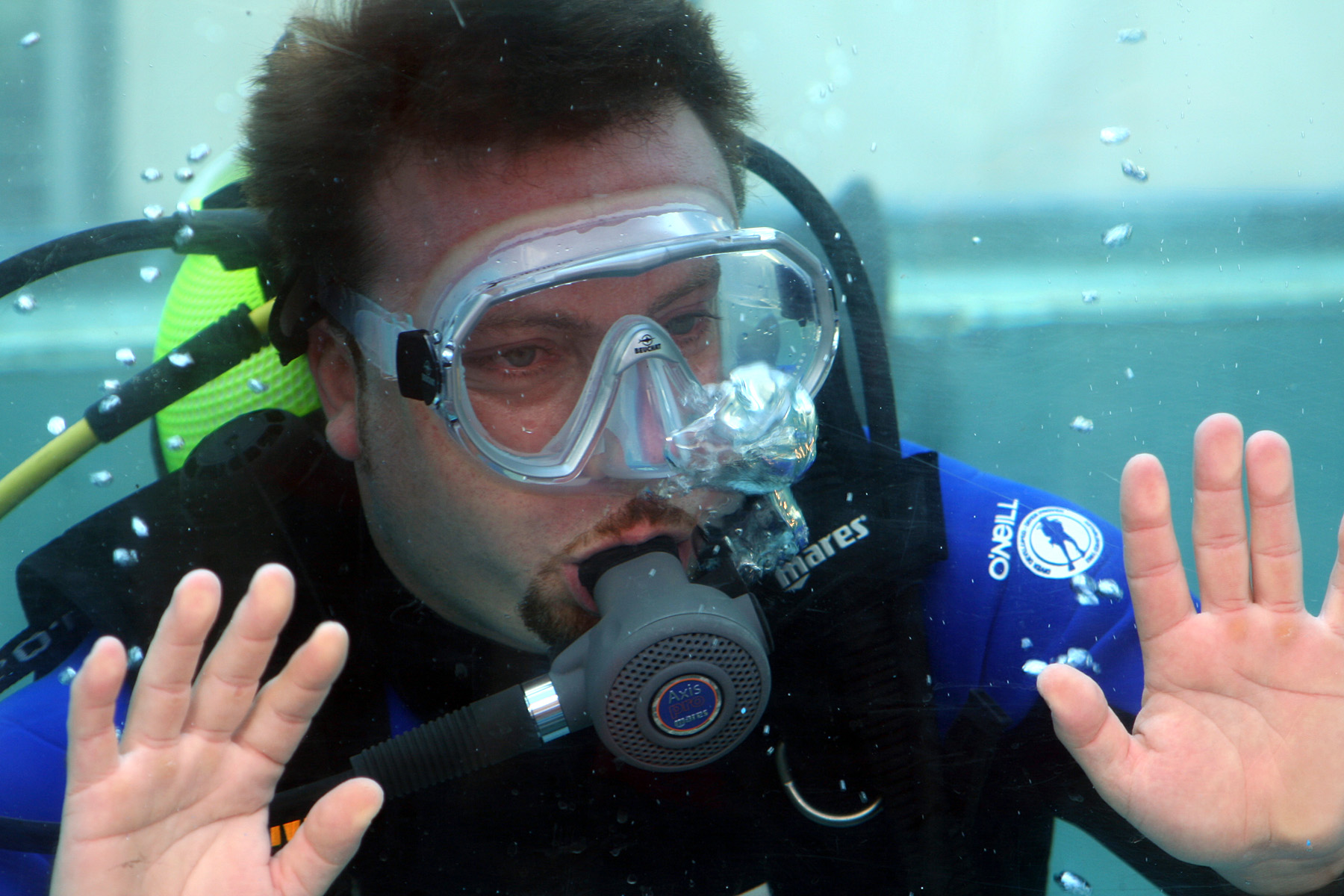
Un sub in piscina; si vedono bene la maschera, l'erogatore e, alle spalle, la rubinetteria attaccata alla bombola.

#### Bombola
La bombola non è altro che un contenitore ad alta pressione di forma cilindrica preposto al trasporto sott'acqua della riserva d'aria per il sub, fornita da compressori speciali. È formata da una bottiglia cilindrica in acciaio o alluminio e da una rubinetteria per la regolazione del flusso dell'aria. Il fondo può essere arrotondato, quindi necessita di un fondello in plastica per rimanere in piedi, oppure di un fondo piatto. Le dimensioni più comuni sono quelle da 10, 12, 15 e 18 litri. Contiene aria alla pressione di 200 atmosfere, ma alcune, più costose e meno utilizzate, vengono caricate anche a 300.

#### Erogatore
Un erogatore in subacquea è il componente trattenuto dalla bocca che permette l'immissione di aria (o miscele speciali) respirabile nei polmoni.

#### Manometro
Il manometro è collegato all'uscita ad alta pressione del primo stadio e fornisce indicazioni sulla quantità d'aria rimanente nella bombola.

#### Profondimetro
Il profondimetro, spesso associato al manometro negli indicatori agganciati al primo stadio, fornisce indicazioni sulla profondità alla quale ci si trova.
Il profondimetro dispone di due indicatori, uno che fornisce la misura della profondità in cui ci si trova ed uno che si blocca sulla misura della massima profondità raggiunta, misura che serve per calcolare eventuali tappe di decompressione.

#### Orologio
L'orologio deve essere ovviamente subacqueo e resistente alla pressione.
Gli orologi subacquei dispongono di ghiera ruotante in una sola direzione (antioraria), sulla quale si trova un simbolo indicatore che viene posizionato in corrispondenza della lancetta dei minuti, indicante quindi l'orario di inizio immersione, per poter quindi calcolarne il tempo che unito al valore della massima profondità raggiunta, permette di verificare lo stato della propria immersione e, se necessario, l'effettuazione delle tappe di decompressione in risalita.
La ghiera ruota solo in direzione antioraria perché così non permette errori minoritari nel calcolo del tempo d'immersione. Infatti se ruotasse anche in direzione oraria, nel corso dell'immersione con un movimento del braccio maldestro la ghiera si potrebbe spostare in avanti dando al subacqueo una indicazione errata del tempo di immersione (ad es. 10 anziché 30 minuti effettivamente trascorsi) sfalsando così pericolosamente i relativi calcoli di decompressione. Nel caso invece per lo stesso movimento del braccio maldestro la ghiera si spostasse indietro (unica direzione possibile), vi sarebbe solo un danno per il fatto che il subacqueo credendo di essere stato più a lungo sott'acqua (30 anziché 10 minuti effettivamente trascorsi) terminerebbe prima l'immersione.

#### Giubbotto ad assetto variabile

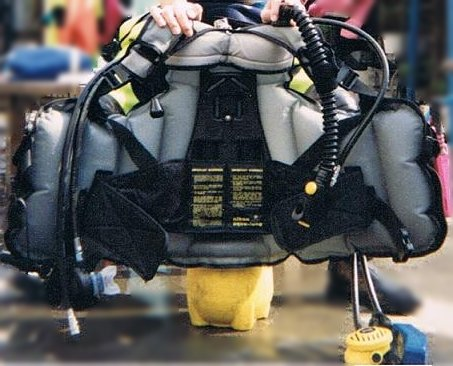
GAV

Il giubbotto ad assetto variabile (comunemente GAV) dona al sub la capacità di controllare il galleggiamento sott'acqua (in modo del tutto simile alla vescica natatoria dei pesci), mantenendo un assetto stabile e una profondità costante, oppure per immergersi o emergere in modo controllato.
L'aria di bassa pressione (LP Low Pressure) viene immessa all'interno del sacco tramite un dispositivo a pulsante collegato al primo stadio per mezzo di una frusta.

#### Tabelle di decompressione

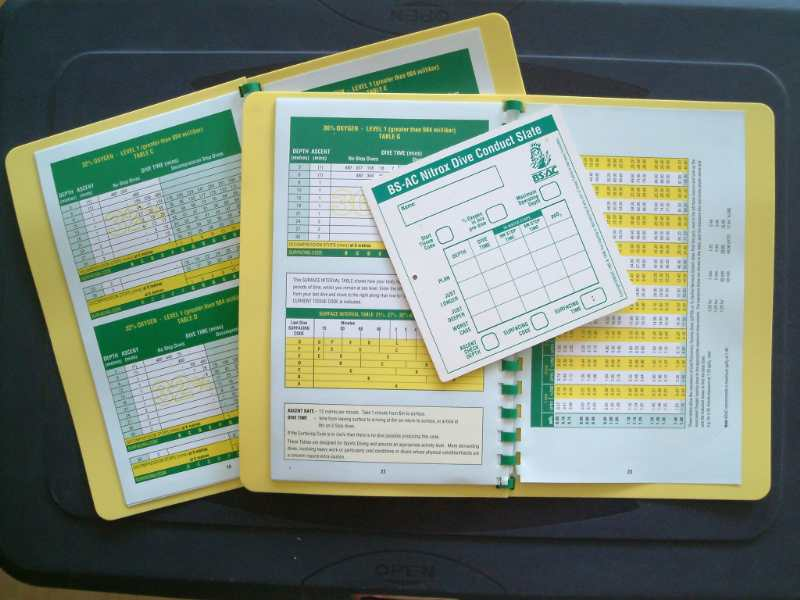
Esempio di tabelle di decompressione per il Nitrox

Lo strumento tradizionale per programmare le immersioni sono le tabelle di decompressione, nate inizialmente per stabilire l'esatta decompressione per desaturarsi sufficientemente al termine dell'immersione, ed usate oggi per l'uso amatoriale al fine di rimanere nella zona di sicurezza ed evitare quindi di doversi sottoporre a delle soste obbligatorie.
Un consiglio per i nuovi appassionati è quello di usare il computer, imparando però anche a programmare con le tabelle, portandole sempre in immersione.

#### Computer subacqueo

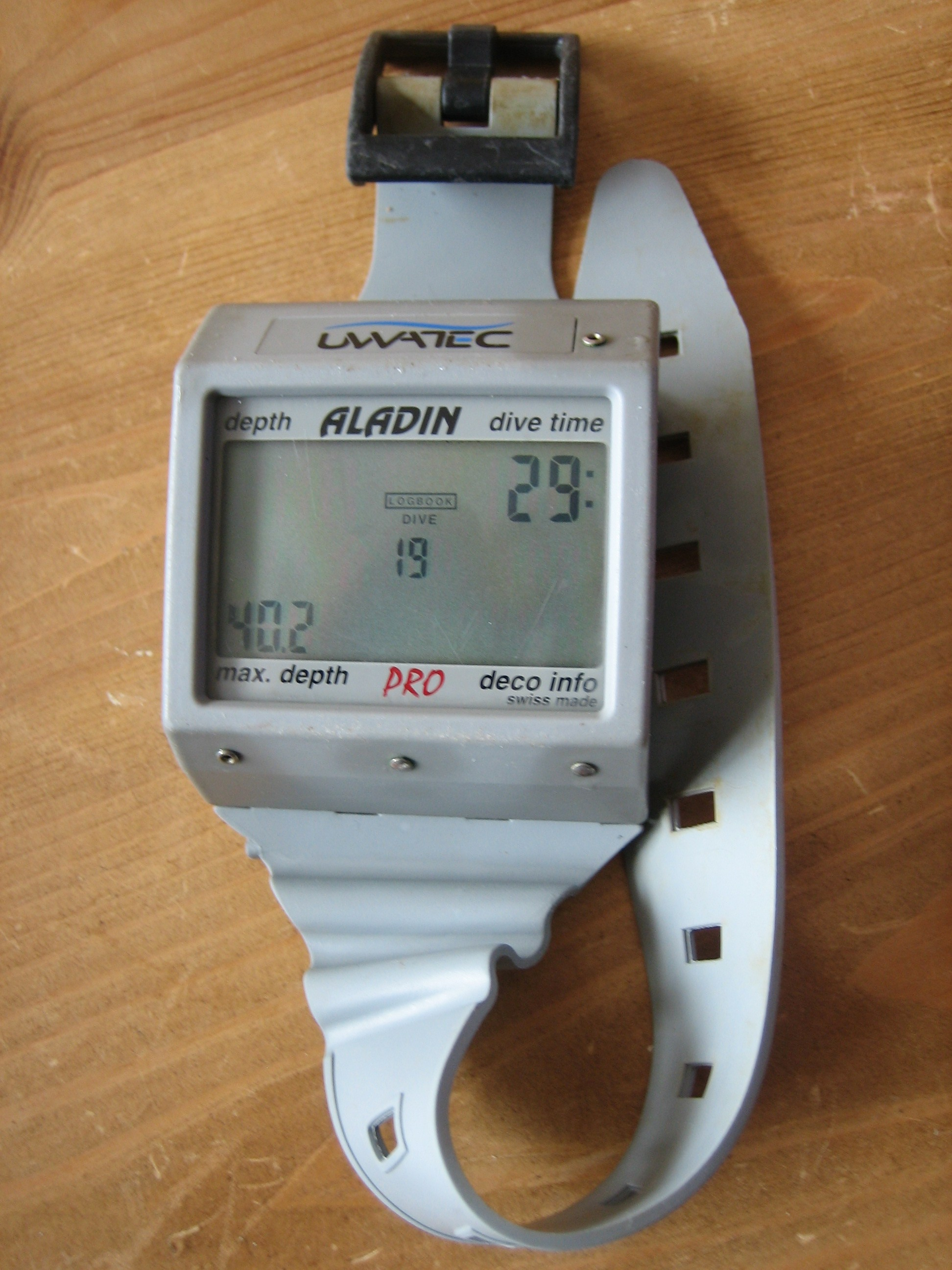
Computer per immersione

I computer subacquei si concentrano sullo stesso problema affrontato dalle tabelle di decompressione, ma sono in grado di calcolare continuamente la pressione parziale dei gas inerti nel corpo basandosi sulla profondità e sul profilo di immersione del subacqueo. Dal momento che i computer subacquei misurano automaticamente questi dati si riduce la necessità di portare con sé un orologio subacqueo e un profondimetro, e soprattutto possono avvisare il sub di un'eccessiva velocità nella risalita e di eventuali tappe di decompressioni mancate.
Molti computer subacquei forniscono anche altre informazioni al subacqueo, quali ad esempio la temperatura dell'acqua, la pressione del gas all'interno della bombola o il consumo medio d'aria.

#### Veicolo subacqueo
I veicoli subacquei, sono dei veicoli a propulsione elettrica usati soprattutto per spostamenti dove è necessario percorrere lunghe distanze e a volte con attrezzature pesanti e/o molte bombole. Sono quindi indispensabili per esplorazioni di grotte molto vaste e immersioni tecniche.
I vantaggi di utilizzare uno scooter subacqueo sono:
- Lunghe percorrenze
- Consumo di gas ridotto
- Minor accumulo di anidride carbonica
- Facilità di movimentazione con molte bombole
- Aumento della sicurezza

Tra le varie aziende produttrici di scooter subacquei la SUEX di Treviso e la Teseo di Como sono tra i leader del settore italiano.

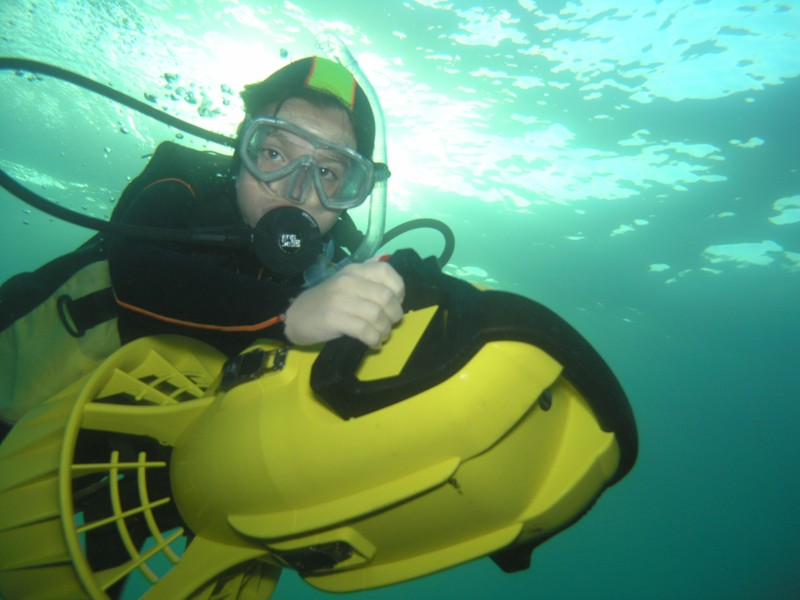
Scooter subacqueo distribuito dalla Ocean Reef

## Aziende produttrici
Lo sviluppo delle aziende produttrici in Italia è stato determinante anche a livello internazionale, tanto che ancora adesso le aziende italiane sono le più numerose ed importanti.
Lo sviluppo delle tecnologie subacquee moderne era principalmente legato alla gomma, proprio perché la gomma permette l'adattamento alle parti del corpo ed è dotata di flessibilità abbinata a resistenza. Inizialmente la ditta più importante era la Pirelli, azienda leader in Italia per la produzione della gomma: oltre a pneumatici e cavi, produceva il tessuto gommato e confezionava tute da palombaro. In seguito creò i primi gommoni, in competizione con la Zodiac francese e quindi maschere, pinne e mute. Tutto il resto, quindi zavorre, coltelli e primi fucili rudimentali, erano auto-costruiti da chi ne aveva necessità, ed i vari inventori si rivolgevano spesso alla Pirelli per produrre erogatori e rubinetterie per bombole: la Pirelli offriva infatti i primi cataloghi completi di tutte le attrezzature da sub.
Verso la fine della seconda guerra mondiale e nel dopoguerra l'interesse per le attività subacquee aumentò considerevolmente. Egidio e Nanni Cressi fondarono la Cressi Sub, che ebbe in Luigi Ferraro un validissimo collaboratore e collaudatore per le sue attività di recupero di innumerevoli relitti lasciati dal conflitto.  Nel 1949 Ludovico Mares fondò la Mares; successivamente Luigi Ferraro si mise in proprio creando la Technisub. Negli anni si sviluppò un polo italiano di importanti aziende, a cui si aggiunsero in seguito la Scubapro, e altre più piccole quali la Cirio Sub, la Salvas, Audaxpro e la GSD.  Attualmente le ditte operanti sono molto numerose anche perché polverizzate in diverse specializzazioni per produzioni di luci, custodie fotovideo e attrezzature tecniche.